# Somadasys brevivenis
Somadasys brevivenis är en fjärilsart som beskrevs av Butler 1885. Somadasys brevivenis ingår i släktet Somadasys och familjen ädelspinnare. Inga underarter finns listade i Catalogue of Life.